# Guillermo Morey

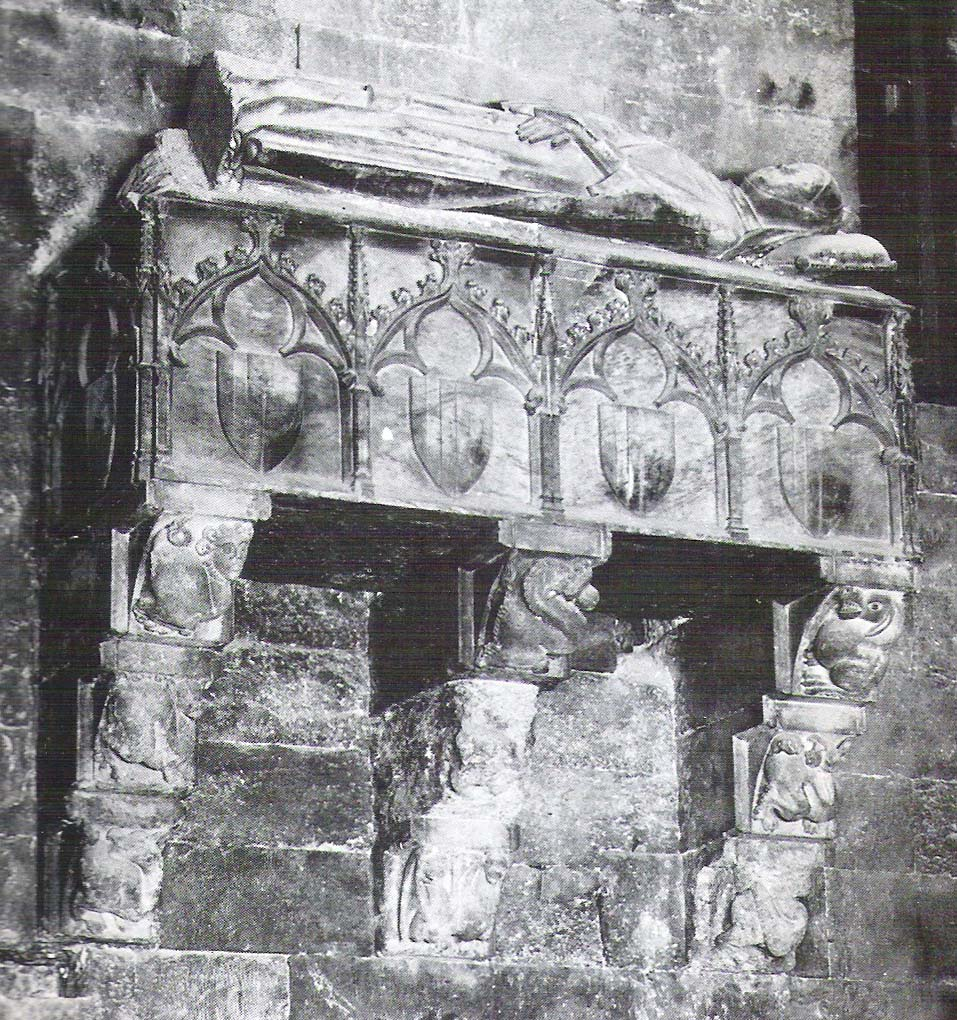
Sepulcro de Ermessenda de Carcassona.

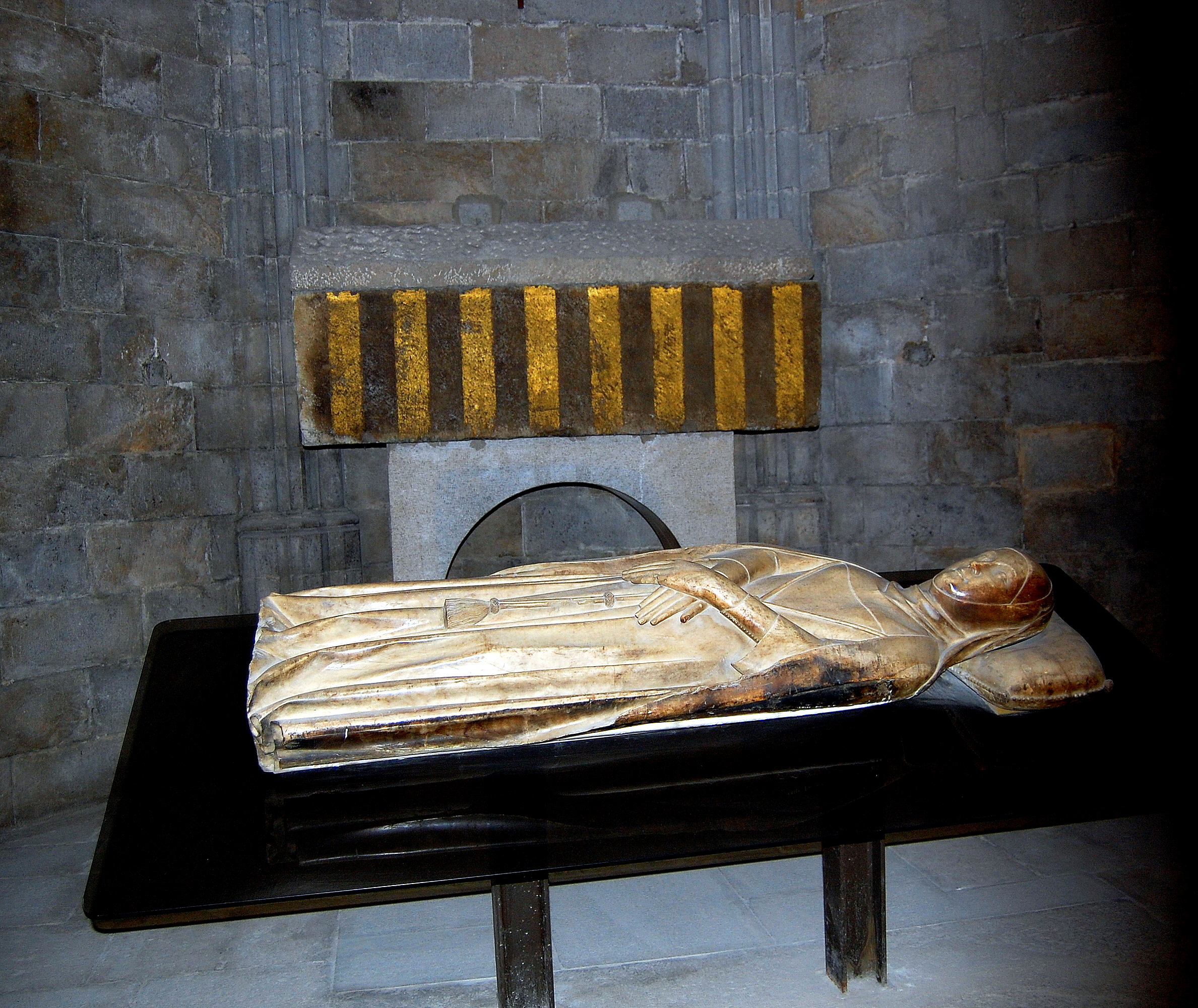
Ídem.

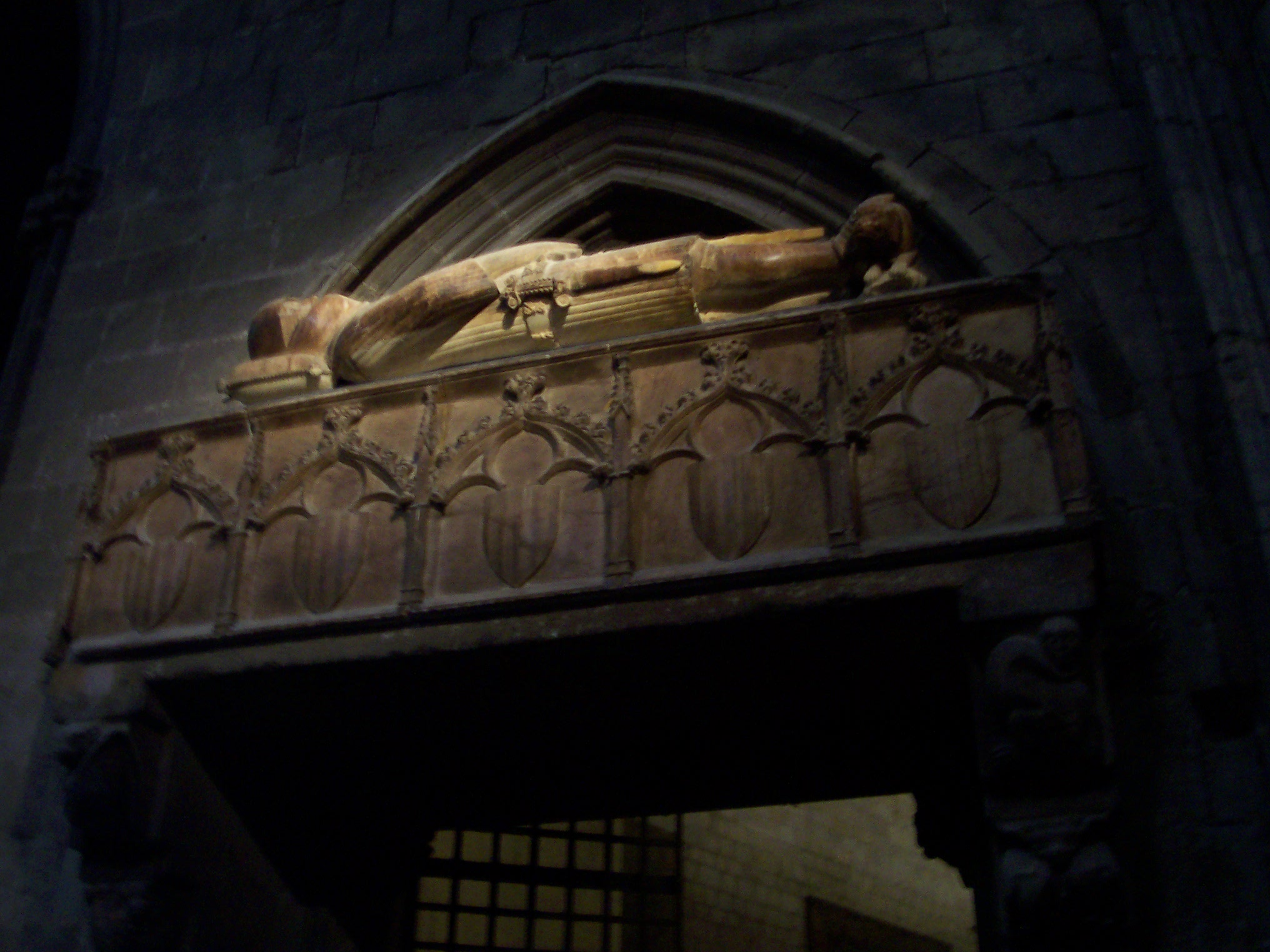
Sepulcro de Ramón Berenguer II

Guillermo Morey, Guillem Morei, Guillem Morell o Guillelmus Morey (Mallorca, - Gerona, después de 1396) fue un maestro cantero, alarife y escultor gótico (imaginer de pedra -"imaginero de piedra"-) que realizó los dos sepulcros condales de la Catedral de Gerona (ca. 1385). Era ciutadà de Girona ("ciudadano de Gerona").
En 1375 era mestre de pedra ("maestro de piedra" o "maestro cantero") y trabajaba en la puerta lateral de la Catedral de Gerona. En 1385 Pedro IV de Aragón «el Ceremonioso» ordenó la reorganización de los panteones reales del monasterio de Poblet, tras lo cual, ese mismo año, ordenó que los sepulcros condales de la Catedral de Gerona (los de Ramón Berenguer II y de Ermessenda de Carcassona -erróneamente, diversos autores lo han identificado como de Mafalda de Pulla-Calàbria, mujer del conde-) fuesen trasladados desde la galilea exterior de la antigua catedral románica al interior de la nueva catedral gótica que se estaba construyendo (quorum corpora sepulta fuere in singulis tumbis ante portam ecclesie beate Marie sedis Gerunde quam translationem fieri facimus intus ecclesiam dicte sedis) y encargó a Morey la realización de dos nuevos sepulcros para ellos.
Los nuevos sepulcros revistieron los antiguos sepulcros románicos con placas laterales de alabastro; en total cinco frontales y dos laterales para el sepulcro del conde y dos frontales del doble de largo y dos laterales para el sepulcro de la condesa. Sobre las placas se esculpieron en estilo gótico los escudos y Señal Real de Aragón, enmarcados en una sucesión de arcos; los escudos del conde son de cuatro barras, y los de la condesa de dos. En las tapas se esculpieron estatuas yacentes de ambos personajes. En una carta del mes de julio de 1385 el rey Pedro IV ordenaba cómo debían ser las vestiduras de la estatua del conde ex cuius stirpe nos per Dei gratiam sumus recto ordine descendentes ("de cuya estirpe Nos, por la Gracia de Dios somos descendientes directos"). Las efigies presentan un tratamiento estilizado, y se caracterizan por su perfección técnica. Se situaron, el del conde, sobre la puerta de la sacristía, y el de la condesa junto a la puerta que daba acceso a la escalera del triforio.
En 1394 el cabildo de la Catedral de Mallorca solicitó al de Gerona que le transfiriera los servicios de Guillermo Morey, pues su hermano Pedro Morey (Pere Morei o Pere Morell) había muerto dejando inacabada la obra de la puerta del Mirador. Pero precisamente ese mismo año, el 27 de abril de 1394, por muerte de Pere Sacoma, Guillermo fue nombrado sucesor como maestro mayor de obras de la Catedral de Gerona. En 1396 continuaba residiendo en Gerona, pero en 1397 cesó en su cargo por las polémicas que suscitaron las obras., siendo sustituido por Pere de Sant Joan, que ejerció el cargo hasta 1404.